# Hilding Lenander
Hilding Leonard Lenander, född 23 juli 1877 i Väsby socken, Malmöhus län, död 29 juli 1958 i Karlskoga, var en svensk skolman.
Lenander, som var son till kapellpredikanten Per Larsson Lenander och Betty Mårtensson, blev filosofie kandidat 1902. Han var först extralärare vid flera läroverk, blev vice adjunkt 1908 och föreståndare vid Karlskoga realskola 1909, ämneslärare i matematik, fysik och kemi vid Karlskoga kommunala mellanskola 1910 och rektor där 1912.
Han var gift med Ester Axelina Rundberg och tillsammans fick de barnen Birgit Spiik, Barbro von Hofsten och Gunnel Lindström.